# Echium gentianoides
Echium gentianoides är en strävbladig växtart som beskrevs av Philip Barker Webb och Auguste Henri Cornut de Coincy. Echium gentianoides ingår i släktet snokörter, och familjen strävbladiga växter. Inga underarter finns listade i Catalogue of Life.

## Bildgalleri

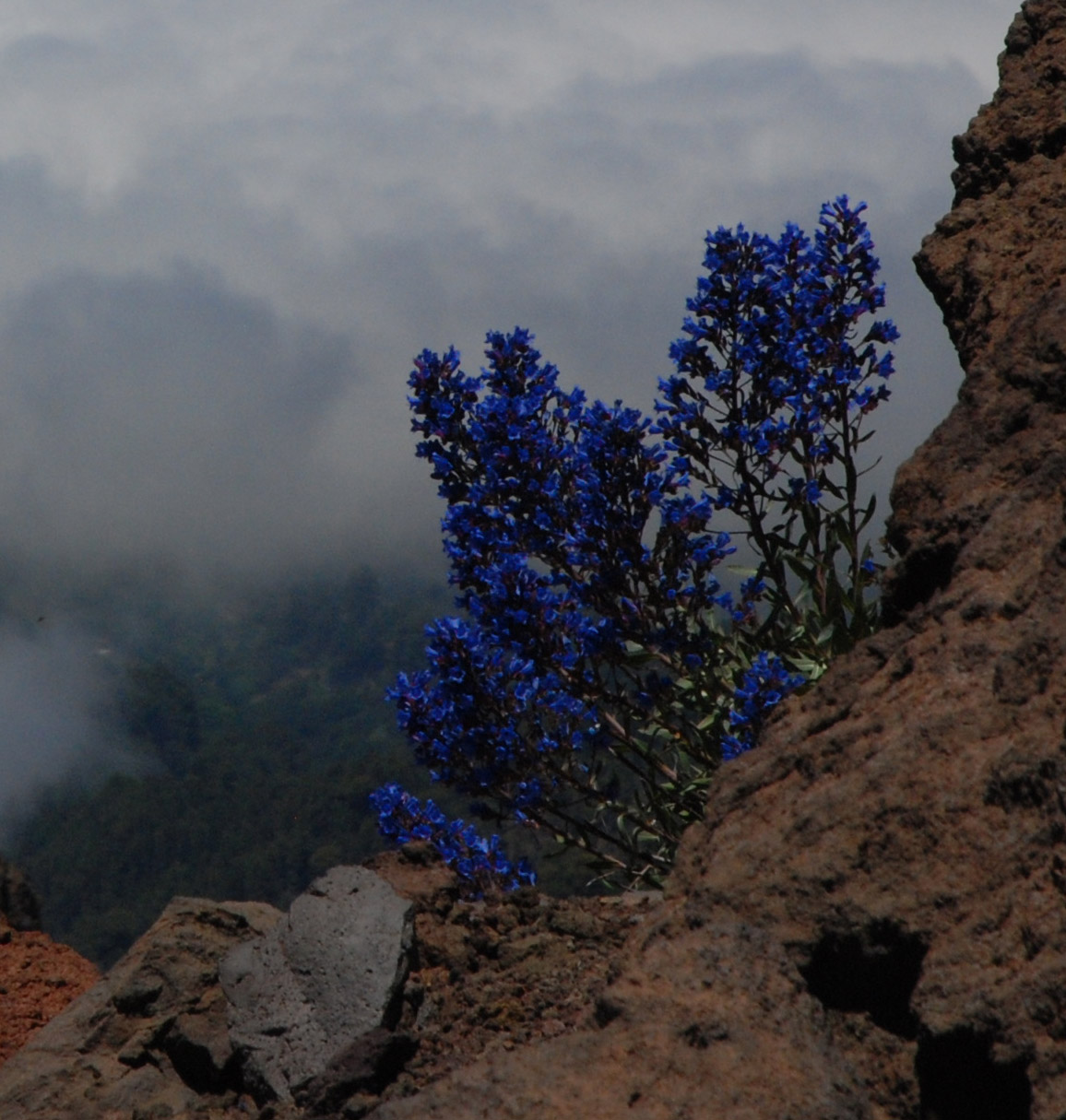